# نجم عود الصليب
نجم عود الصليب (بالإنجليزية: Peony star) أو WR 102ka هو نجم فائق الكتلة، تبلغ كتلته بين 10 إلى 50 كتلة شمسية ويقع في كوكبة الرامي. يعتبر هذا النجم عملاق عظيم فائق أزرق اللون ويتبع تصنيف نجم ولف-رايت، وهو حاليا ثاني أسطع النجوم في مجرتنا مجرة درب التبانة.
يبعد نجم عود الصليب عنا نحو 26.000 سنة ضوئية وتم اكتشافه بواسطة مقراب سبيتزر الفضائي حيث وجده بالقرب من مركز المجرة. وقد سمي بهذ الاسم طبقا لاسم سديم عود الصليب الذي يحيطه والذي يشبه وردة عود الصليب.

## صفاته
لا يظهر النجم دبليو أر102 كي إيه في نطاق الضوء المرئي، وإنما في نطاق طيف الأشعة تحت الحمراء ولهذا كان اكتشافه بواسطة مقراب سبيتزر الفضائي. ثم رصده تلسكوب التقنية الجديدة NTT التابع للمرصد الأوروبي الجنوبي ايسو ذو مرآة قطر 6و3 متر الموجود في شيلي واستطاع قياس شدة ضيائه التي اتضح بأنها تزيد عن ضياء الشمس نحو 2و3 مليون مرة، ولكنه لم يستطع قياس قدره المطلق وربما كان مشابها للقدر المطلق للنجم العملاق إيتا القاعدة.
وينتمي نجم عود الصليب إلى الفئة الطيفية WN خارج النسق الأساسي كما ينتمي في نفس الوقت إلى نوع نجم ولف-رايت والتي تتميز بطيف انبعاث النتروجين.

## تطوره
تكون النجوم الشديدة السطوع في نفس الوقت نجوما ذات كتلة فائقة. ويعتقد الفلكيون أن نجم عود الصليب بدأ نشأته كمتغير أزرق شديد الضياء LBV حيث وصلت كتلته بين 150 - 200 ضعفا للكتلة الشمسية. توجد تلك النجوم الفائقة الكتلة نادرا جدا وتحير العلماء حيث تتعدى كتلة كل منها حد كتلة تكوّن النجم والمعروف بحد إدنجتون.
فمن الوجهة النظرية عندما تتعدى كتلة نجم ذلك الحد فإنه ينتج طاقة إشعاع فائقة تجعله غير مستقرا حيث أن ضغط الإشعاع العامل من الداخل إلى الخارج يفوق قوة الجاذبية العاملة من الخارج إلى الداخل مما يجعل النجم يلفظ جزءا من طبقاته الخارجية. وقد ينقسم النجم بذلك إلى نجمين (نجم ثنائي) أو أكثر.
والآن يتميز نجم عود الصليب بكتلة بين 10 إلى 50 كتلة شمسية وهو من نوع نجم ولف-رايت. ويبلغ قطره أكبر 100 مرة من قطر الشمس. وتتميز النجوم من نوع نجم ولف-رايت بأنها تلفظ جزءا من مادتها مما يجعلها تفقد من كتلتها.
 وتنطلق من النجم في هيئة رياح نجمية يسرعها الإشعاع وقد تصل سرعاتها إلى 6و1 مليون كيلومتر في الساعة مما يجعلها تفقد بمرور عدة آلاف أو عدة ملاييين السنين ما يعادل عدة كتل شمسية.
ويعتقد العلماء أن نجم عود الصليب WR 102ka سوف ينتهي عمره القصير خلال عدة ملايين السنين بانفجار في هيئة مستعر أعظم أو في هيئة مستعر فائق الضياء. سيغلب ضياء المستعر الناشئ ضياء جميع نجوم المجرة إلا أنه لن يرى من الأرض حيث يمتص ما يحيطه من غاز وغبار كل الضوء الصادر منه تقريبا.

## وصلات خارجية
- Tim Thompson's list of luminous stars.